# Klaus Herrmann (Politiker, 1960)

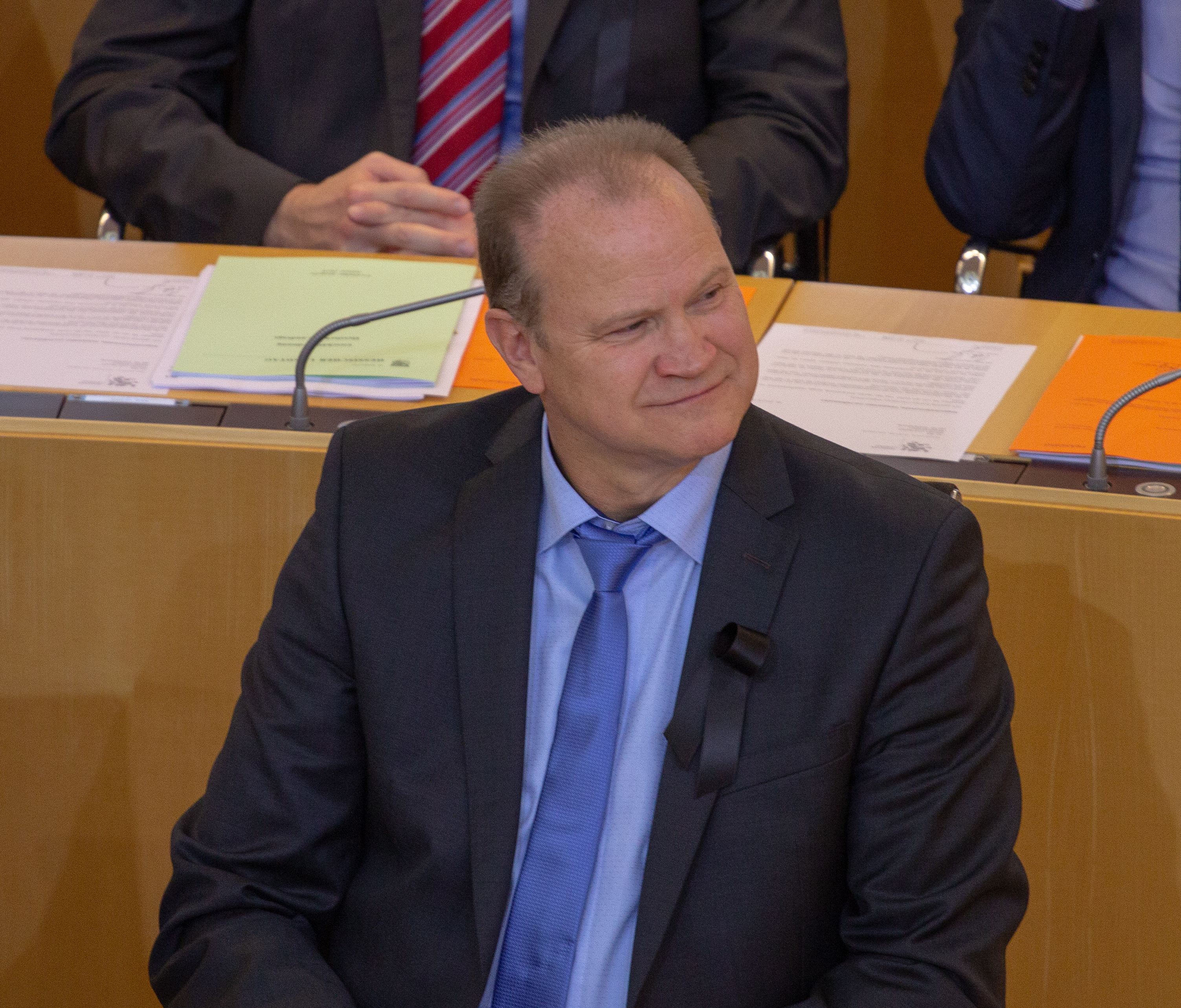
Klaus Herrmann, 2019

Klaus Herrmann (* 13. Juli 1960 in Frankfurt am Main) ist ein deutscher Politiker (AfD). Von 2019 bis 2024 war er Mitglied des Hessischen Landtages.

## Leben
Herrmann war als Polizei- und Kriminalbeamter in Hessen tätig. Er ist seit April 2013 Mitglied der hessischen AfD. Von April 2016 Ende 2018 war Herrmann AfD-Fraktionsvorsitzender im Kreistag des Wetteraukreises. Er saß für seine Partei im Kreistag Wetterau und war dort von 2016 bis 2018 Vorsitzender der AfD-Fraktion. Bei der hessischen Landtagswahl 2018 kandidierte er auf Listenplatz 3 der AfD-Landesliste sowie im Wahlkreis Wetterau III. Ihm gelang der Einzug als Abgeordneter in den hessischen Landtag. Er war stellvertretender Vorsitzender der Landtagsfraktion. Bei der Landtagswahl 2023 kandidierte Herrmann nicht mehr. Er schied damit im Januar 2024 aus dem Landtag aus.
Mit Robert Lambrou war Herrmann von Dezember 2017 bis November 2021 Landessprecher der AfD Hessen.
Hermann unterzeichnete wie sein Vorstandskollege Lambrou 2019 den innerparteilichen Apell gegen den Personenkult um Björn Höcke.
Herrmann ist verheiratet, hat zwei Kinder und wohnt mit seiner Familie in Butzbach.